# Китагава, Кэйко
Кэйко Китагава (яп. 北川 景子 Китагава Кэйко, род. 22 августа 1986 года в городе Кобе префектуры Хёго) — японская актриса и модель. Снялась в фильмах «Тройной форсаж: Токийский Дрифт» и «Битва под Орионом». Сыграла Сейлор Марс в телесериале «Прекрасная воительница Сейлор Мун» (Pretty Guardian Sailor Moon). 

## Личная жизнь
В октябре 2015 года Китагава вышла замуж за актёра и музыканта Дайго Найто (известен также как Daigo).

## Фильмография

### Фильмы
| Год  | Название                            | Роль            | Дополнительно         |
| ---- | ----------------------------------- | --------------- | --------------------- |
| 2006 | Mamiya kyodai                       | Юми Хомма       | Роль второго плана    |
| 2006 | Romance of Darkness                 | Рикка Мидзути   | Одна из главных ролей |
| 2006 | Тройной форсаж: Токийский дрифт     | Рэйко           | Роль второго плана    |
| 2006 | Cherry Pie                          | Киёхара         | Главная роль          |
| 2007 | Dear Friends                        | Рина            | Главная роль          |
| 2007 | Sono Toki ha Kare ni Yoroshiku      | Момока Кацураги | Роль второго плана    |
| 2007 | Southbound                          | Ёко Уэхара      | Роль второго плана    |
| 2007 | Heat Island                         | Нао             | Роль второго плана    |
| 2008 | Handsome Suit                       | Хироко Хосино   | Главная роль          |
| 2009 | Orion in Midsummer                  | Сицуко/Идзуми   | Двойная главная роль  |
| 2009 | I’ll Pay                            | журналистка     | камео                 |
| 2010 | After the Flowers                   | Ито             | Главная роль          |
| 2010 | Elevator to the Gallows             | Микаё Мацумито  | Одна из главных ролей |
| 2010 | Мерцание                            | Идзуми          | Главная роль          |
| 2011 | Райский поцелуй                     | Юкари Хаясака   | Главная роль          |
| 2013 | Тайны будем разгадывать после ужина | Рэйко Хосё      | Главная роль          |
| 2013 | Соседки по комнате                  | Харуми Хагивара | Главная роль          |
| 2014 | Хочу тебя обнять                    | Цукаса          | Главная роль          |
| 2018 | Я потерял телефон                   | Асами Инаба     | Главная роль          |

### Дорамы
| Год  | Название                      | Канал    | Роль                 | Дополнительно                                                              |
| ---- | ----------------------------- | -------- | -------------------- | -------------------------------------------------------------------------- |
| 2003 | Pretty Guardian Sailor Moon   | CBS/TBS  | Сейлор Марс/Рэй Хино | Одна из главных ролей; живое действие, снятое по манге и аниме Sailor Moon |
| 2007 | Mop Girl                      | TV Asahi | Момоко Хасэгава      | Главная роль                                                               |
| 2008 | Homeroom on the Beachside     | Fuji TV  | Вакаба Энокидо       | Главная роль                                                               |
| 2009 | Buzzer Beat                   | Fuji TV  | Рико Сиракава        | Главная роль                                                               |
| 2010 | Moon Lovers                   | Fuji TV  | Юдзуки Онуки         | Главная роль                                                               |
| 2011 | LADY~Saigo no Hanzai Profile~ | TBS      | Кадзуки Сёко         | Главная роль                                                               |
| 2011 | Nazotoki wa Dinner no Ato de  | Fuji TV  | Рэйко Хосо           | Главная роль                                                               |
| 2012 | Akumu-chan                    | NTV      | Аями Мутои           | Главная роль                                                               |

### Телевизионные фильмы
| Год  | Название                                       | Канал    | Роль       | Дополнительно                                             |
| ---- | ---------------------------------------------- | -------- | ---------- | --------------------------------------------------------- |
| 2010 | Hostess with a Pen                             | MBS/TBS  | Риэ Сайто  | Главная роль; базируется на правдивой истории о Риэ Сайто |
| 2011 | Nazotoki wa Dinner no Ato de: Special          | Fuji TV  | Рэйко Хосё | Главная роль                                              |
| 2011 | Kono Sekai no Katasumi ni                      | NTV      | Судзу      | Главная роль                                              |
| 2012 | Преданный поваренной книге[неизвестный термин] | TV Asahi | Мио Такада | Главная роль                                              |

### Озвученные фильмы
| Год  | Название         | Роль | Дополнительно |
| ---- | ---------------- | ---- | ------------- |
| 2012 | Magic Tree House | Джек | Главная роль  |